# Digimon RPG
Digimon RPG è un MMORPG di origine coreana basato sul media franchise giapponese Digimon, in particolare sulla terza serie Digimon Tamers. Il gioco è stato lanciato per la prima volta in Corea del Sud il 22 gennaio 2002, in Cina il 25 settembre 2008 e negli Stati Uniti il 14 aprile 2010.
Tuttavia, mentre in Cina il gioco è stato chiuso definitivamente in data 25 novembre 2010, negli Stati Uniti il gioco ha subito un cambio di nome, ed è noto come Digimon Battle. Anche quest'ultimo, dopo circa 3 anni di attività, ha chiuso ufficialmente i server in aprile 2013.

## Caratteristiche di gioco
Questo gioco, come molti altri MMORPG, non ha una vera e propria trama. Una volta scelto il proprio avatar tra i quattro disponibili (Takato Matsuki, Henry Wong, Rika Nonaka e Jeri Katou) ed optato per uno dei Digimon iniziali presenti (Gigimon, Gummymon e Viximon), non resta che vagare per le ambientazioni del gioco, sfidando creature digitali e altri giocatori, allo scopo di aumentare la propria esperienza e quella del proprio Digimon.
Nonostante si scelga un personaggio specifico, infatti, il giocatore non lo rappresenta realmente; anzi, può personalizzarlo come meglio preferisce ed arricchirlo di oggetti ispirati alle serie precedenti, quali Digipietre e Digiuova.
Oltre a questa modalità di gioco, c'è anche la cosiddetta Battle Zone, zona in cui i giocatori possono sfidarsi fino a battaglie cinque contro cinque, allo scopo di incrementare il proprio Rank Tamer.

## Digimon ottenibili
Il Digimon che si sceglie all'inizio non è l'unico che si può avere in squadra. È possibile, infatti, averne altri quattro, per un totale di cinque unità. Tramite un oggetto (ottenibile a pagamento o tramite eventi) è possibile, inoltre, sbloccare il deposito dei Digimon per superare questo limite di base.

### Event partner
Nella versione coreana del gioco, alla creazione di un nuovo Tamer, è possibile scegliere un quarto Digimon oltre ai soliti per un breve periodo di tempo. Questi Digimon, noti come "event partner", sono stati resi a pagamento nella versione inglese del gioco e, quindi, solitamente non sono ottenibili in altra maniera. Tuttavia, a volte è possibile ottenerne uno tramite rari eventi, in cui si richiede di allevare la creatura in questione portandola al di sopra del livello 60, entro un lasso di tempo assai limitato.
I Digimon di questo tipo sono i seguenti:
- DemiVeemon
- Yaamon
- Hopmon
- Dorimon
- Koromon (dedicato alla serie Digimon Savers).

### Digimon catturabili
Il principale metodo per avere altri Digimon è quello di catturarli all'interno del gioco. Una volta che il proprio Digimon iniziale ha raggiunto il livello intermedio è possibile catturare soltanto Digimon di livello primo stadio. Si hanno, inoltre, un massimo di tre tentativi di cattura per combattimento.
La percentuale di cattura, sebbene non sia nota ufficialmente, si stima sia dello 0,01%. Sebbene risulti molto bassa, non è impossibile la cattura; tuttavia, anche in questo caso, sono presenti degli oggetti (ottenibili a pagamento o tramite eventi) che consentono la cattura certa di determinati Digimon o di uno qualsiasi.
I Digimon che si possono catturare sono i seguenti:
- Babydmon
- Bukamon (a seconda di quale si cattura, si può ottenere Gomamon o Betamon)
- Choromon
- DemiMeramon (a seconda di quale si cattura, si può ottenere Wizardmon o Starmon)
- Kapurimon (a seconda di quale si cattura, si può ottenere Zanbamon o Crusadermon)
- Kokomon (a seconda di quale si cattura, si può ottenere Kerpymon antivirus o Kerpymon virus)
- Koromon
- Kuramon
- Minomon
- Motimon (a seconda di quale si cattura, si può ottenere Tentomon o DoKunemon)
- Nyaromon
- Pagumon (a seconda di quale si cattura, si può ottenere Gotsumon, Goblimon o DemiDevimon)
- Paomon
- Poromon
- Puroromon
- Tokomon
- Tsunomon
- Upamon
- Yokomon
- Yuramon (a seconda di quale si cattura, si può ottenere Rosemon o Puppetmon[4])
- Zurumon (a seconda di quale si cattura, si può ottenere Bearmon o Elecmon)

### Digimon mutanti
Nella versione inglese del gioco si possono ottenere Digimon dalla linea evolutiva unica, a patto di fargli raggiungere il livello mega e oltre entro una settimana da quando si è accettato l'incarico.
I mutanti finora realizzati, sono i seguenti:
- Dorimon > Dorumon > Guardromon > DexDorugreymon > Raijinmon
- Yuramon > Palmon > Woodmon > Cherrymon > Puppetmon[4]
- Koromon > Agumon > DexDorugamon > Andromon > Imperialdramon (Dragon Mode)
- DemiMeramon > Candlemon > Devimon > GoldenRapidmon > DexDorugoramon
- Yokomon > Elecmon > Grizzlymon > Monzaemon > Machinedramon
- Tanemon > Mushroomon > Woodmon > Cherrymon > Puppetmon

## Digievoluzioni
Una volta che i Digimon hanno raggiunto il livello intermedio (corrispondente al livello 11 nel gioco), non sono in grado di ritornare allo stadio precedente. Allo stesso modo, essi possono sbloccare altri tre stadi rispettivamente al raggiungimento dei livelli 21, 31 e 41 (corrispondenti al livello campione, evoluto e mega) ma, alla fine degli scontri, ritornano sempre al livello intermedio.
Oltre ai principali livelli, i Digimon possono digievolvere in altre creature, tramite determinati processi che richiedono oggetti particolari (ottenibili a pagamento o tramite eventi).

### Livello armor
Tutti i Digimon ispirati alla seconda serie, Digimon Adventure 02, sono in grado di digievolvere al livello armor, a patto di possedere il corrispettivo Digiuovo ed un particolare oggetto, noto come "Evolutore".
Il livello armor sostituisce in maniera definitiva il livello intermedio (o campione, nel caso di Gatomon) e per poter ritornare come prima è necessario possedere un altro oggetto, noto come "Digivolution Return".
I livelli armor presenti nel gioco, sono i seguenti:
- Veemon: Flamedramon, Raidramon, Yasyamon, Gargoylemon
- Hawkmon: Halsemon, Shurimon, Rinkmon, Toucanmon, Allomon, Flybeemon
- Armadillomon: Digmon, Sepikmon
- Patamon: Pegasusmon, Pipismon
- Gatomon: Nefertimon, Rabbitmon, Goatmon
- Wormmon: Kongoumon

### Digievoluzione tramite carta
Alcuni Digimon hanno la possibilità di intraprendere linee alternative, sbloccandole tramite l'ausilio di speciali carte. Queste ultime, si ottengono raccogliendole dai Digimon sconfitti più potenti. Tuttavia, solo per alcune digievoluzioni, le si possono ottenere tramite evento o casualmente da un oggetto acquistato. Esse si dividono in 5 livelli di potenza: più è basso il livello della carta e più aumenta la percentuale di successo di ottenere quella Digievoluzione.
È possibile, inoltre, fondere assieme due carte dello stesso livello per ottenerne una di livello inferiore. Nel caso si fallisse il procedimento di digievoluzione, c'è la possibilità che il proprio Digimon si trasformi in un Raremon. Sia in questo caso sia in quello in cui si riesce ad ottenere la giusta creatura, per ritornare alla precedente è necessario possedere un "Digivolution Return".
I Digimon che rientrano in questa categoria, sono i seguenti:
- Alphamon
- BlackWarGreymon
- Coredramon (Blue)
- Daemon
- DarkSuperStarmon
- Dorugamon
- Dorugoramon
- Dorugreymon
- GoldenRapidmon
- Imperialdramon (Dragon Mode)
- KingEtemon
- Magnadramon
- Megidramon
- MetalTyrannomon
- Mummymon
- Omnimon
- Phantomon
- Pharaohmon
- Piedmon
- PileVolcamon
- ShadowSeraphimon
- Slayerdramon
- Soulmon
- Tyrannomon
- VictoryGreymon
- Volcamon
- Wingdramon
- Z'dGarurumon

### Digievoluzioni speciali
Questo tipo di Digievoluzione riguarda solo quelli iniziali (compresi alcuni "event partner") e differisce molto a seconda che si tratti della versione coreana o americana del gioco.
Nella prima, infatti, tali digievoluzioni sono ottenibili esclusivamente tramite eventi, il raggiungimento di un elevato livello o di determinati requisiti; nella seconda, invece, tale processo risulta molto simile a quello tramite carta.
La prima differenza rispetto a quest'ultimo tipo di digievoluzione, infatti, consiste nella rarità delle carte che si utilizzano che, in questo caso, non si ottengono dai Digimon sconfitti ma soltanto tramite eventi o casualmente da un oggetto acquistato.
Per il resto, anche qui si hanno carte di cinque livelli ed è valido lo stesso discorso fatto per la Digievoluzione tramite carta.
La vera differenza tra i due tipi di digievoluzione, però, riguarda il fatto che qui il Digimon partner deve raggiungere almeno il livello 61, per poterla attuare.
I Digimon "speciali" sono i seguenti:
- Beelzemon Blast Mode
- BlackMegaGargomon
- Fujinmon
- Gallantmon Crimson Mode
- Imperialdramon Paladin Mode
- Kuzuhamon
- Raijinmon

## Sistema di combattimento
I combattimenti funzionano a turni. Il giocatore inizia mandando in campo il Digimon impostato come proprio partner e può scegliere, in qualsiasi momento, di chiamarne degli altri (fino ad un massimo di due, per un totale di tre Digimon in campo). Allo stesso modo, in qualsiasi momento, può ritirarne qualcuno o tutti (scappando dallo scontro).
Per eseguire una qualunque azione, si deve aspettare il riempimento di una barra; anche i Digimon avversari devono aspettare la medesima barra per poter compiere le proprie mosse. A questo riguardo, c'è da dire che i Digimon avversari possono variare di numero, da un minimo di una unità ad un massimo di cinque.
Durante lo scontro, oltre ad usufruire della Digievoluzione, si possono utilizzare le carte in proprio possesso per effettuare una Digimodifica. Quest'ultima può avere effetti diversi: può incrementare il danno inflitto/ridurre il danno subito, far recuperare vita/vigor points ai propri Digimon e altro ancora. Si possono utilizzare al massimo tre carte per volta e si ha un limite predefinito di quelle totali per scontro (di base venti).
Ciascun Digimon, dal canto suo, possiede tre tipi di attacchi, tra cui uno "normale", che non richiede ausilio di VP, e due più potenti, che possono essere attacchi singoli o multipli. La terza tecnica, la più potente, non si sblocca al raggiungimento della nuova Digievoluzione ma bisogna aspettare di raggiungere un determinato livello (il 16 per il livello intermedio, il 26 per il campione, il 36 per l'evoluto ed il 46 per il mega).
A fine scontro, si ottengono punti esperienza (exp) sia per il Tamer sia per i Digimon. Per i primi, vengono moltiplicati per i Digimon mandati in campo; per i secondi, ciascun Digimon ottiene determinati punti a seconda della differenza tra il proprio livello e quello degli avversari e, in casi di eccessivo distacco fra i Digimon della stessa squadra, anche a seconda di questi ultimi.
In particolare, i punti esperienza iniziano a diminuire quando c'è una differenza di almeno quattro livelli tra i Digimon avversari e i propri: si ottiene metà dell'ammontare di exp se il Digimon avversario è di quattro o cinque livelli inferiore, un quarto se di sei o sette livelli inferiore, un ottavo se di otto o nove livelli inferiore, fino a non ottenere nulla con una differenza di dieci livelli. A seconda di quanti Digimon avversari si hanno da affrontare, inoltre, si nota un aumento di exp se l'ammontare supera i tre Digimon.
Come si guadagnano punti esperienza vincendo, al contempo se ne possono perdere se si è sconfitti. In particolare, si perde il 5% di exp accumulati a sconfitta e, nel caso di sconfitte consecutive, si perde ancora l'1%. Pur arrivando a svuotare la barra, però, non si arriva alla diminuzione di livello del Digimon, che rimane l'ultimo raggiunto.

### Combattimento in party
Quando si fa squadra con altri giocatori, si possono mandare in campo un massimo di cinque Digimon (tra quelli di tutti i giocatori presenti). Se ad un giocatore muoiono tutti i Digimon in campo e ancora c'è spazio per chiamarne altri, non gli è concesso farlo; inoltre, è costretto ad aspettare che lo scontro finisca, per poter fare qualcosa. Allo stesso modo, se qualcuno chiama in campo e poi ritira dei Digimon, gli altri giocatori non possono usufruire dei posti liberatisi per chiamare propri Digimon.
Il limite di carte, invece, non è condiviso e ciascun giocatore, perciò, può utilizzare massimo venti carte (limite di base).
Quando si combatte in gruppo, bisogna fare attenzione che non sia presente una differenza abissale di livello tra i Digimon in campo. In particolare, non vi deve essere una differenza di cinque o più livelli o i punti esperienza ottenuti diminuiscono drasticamente.

### Giocatore contro giocatore
I giocatori possono sfidarsi, essenzialmente, in due modalità: all'interno del gioco in sé o nella "Battle Zone".
Nel primo caso, l'eventuale vittoria o sconfitta è aggiunta al numero totale di battaglie effettuate; nel secondo caso, invece, si ottengono punti pvp (player vs player) che incrementano il livello complessivo riguardo a questo tipo di battaglie e consentono, fra l'altro, di ottenere un certo numero di medaglie da utilizzare come "moneta" in uno speciale shop, presente all'interno della Battle Zone stessa.
Mentre il primo tipo di combattimento è praticamente identico a quello che si potrebbe avere con un Digimon "selvatico", nella Battle Zone il master della stanza, può decidere in merito all'utilizzo o meno delle Digimodifiche, il livello massimo consentito per il Digimon e il numero massimo di giocatori che possono unirsi allo scontro.